# Pilar Boyero
Pilar Boyero Gómez (Cáceres, 28 de maio de 1974) é uma cantora, apresentadora e professora espanhola especializada em copla.

## Biografia
Estudou Direito na Universidade da Estremadura. Foi aluna de canto e piano no Conservatório Oficial de Música "Hermanos Berzosa" de Cáceres durante cinco anos e solista do Coro UEX. Em Sevilha treinou com o Maestro Borriño, especializou-se em copla, e mais tarde em Madrid com o Maestro Bazán. Decidiu dedicar-se profissionalmente ao copla em 1992, depois de se ter destacado neste género atuando em estações locais, festas de bairro, festivais, etc. Nesse mesmo ano, participou na calorosa homenagem ao maestro Juan Solano que se realizou em Cáceres, partilhando o cartaz com figuras consolidadas como Lolita Sevilla, Paquita Rico, María José Santiago, etc., organizada pela Diputación de Cáceres. Foi também incluído nos programas de atividades da Junta da Estremadura e dos Conselhos Provinciais de Cáceres e Badajoz, como "Estivalia", "Otoño Musical", entre outros.
Em 1995 lançou o seu primeiro álbum com o título "El cante mío"; garbado nos estúdios Jammin' em Mérida. Este álbum foi tocado nas principais estações de rádio dedicadas à música espanhola: Cadena Dial, Rádio Nacional de Espanha, etc.
Atuou frequentemente fora da região, atuando em Casas da Estremadura, como Igualada (Barcelona), Vitoria-Gasteiz, etc., bem como em teatros e salões em Madrid. Em maio desse ano apresentou-se na capital perante as câmaras de televisão do Canal 47 como artista convidada no programa "Las noches del 47", apresentado pelo Maestro Bazán. Foi incluída no programa de música espanhola e flamenco "Quejío", criado pelo guitarrista do flamenco José Antonio Conde.
Em fevereiro de 1996 foi acompanhada ao piano pelo pianista Felipe Campuzano, numa performance realizada no Auditório de São Francisco em Cáceres. Em abril desse mesmo ano fez uma digressão por Marrocos, atuando em centros educativos dependentes da Embaixada de Espanha. Em 1998 iniciou a sua digressão de verão, num concerto acústico (piano, contrabaixo e voz), no lendário Centro Cultural Ateneo, em Madrid. Concluiu-se três meses depois, no Palácio das Exposições e Congressos de Salamanca, apresentando-se acompanhado pela sua orquestra.
No dia 28 de abril de 1999 fez a apresentação do seu segundo álbum "Pilar Boyero canta al Maestro Solano", com um concerto no Auditório de Cáceres.
Desde o início de 2002, deu uma série de palestras sob duas rubricas: "La copla, recuperación de un patrimonio común" e "La copla y las leyes: El derecho de la pasión"; também publicado em revistas culturais.
Em setembro participou no espetáculo musical "Extremadura, los sonidos de un pueblo", produção da Junta da Extremadura para os atos do Dia da Estremadura no Teatro romano de Mérida.
Além disso, nesse mesmo ano estreou o seu espetáculo "Una vida entera", um projeto musical com artistas internacionais como o trompetista americano Jerry González, o pianista de Cádiz Chano Domínguez, ambos protagonistas do filme Calle 54 de Fernando Trueba, o saxofonista de jazz-flamenco Jorge Pardo e o violinista Ara Malikian, que subiu ao palco pela primeira vez com Pilar Boyero num concerto realizado em Guadalupe em agosto de 2002.
Em 4 de junho de 2004 apresentou o seu álbum Una vida entera, acompanhado pelo pianista de Cádiz Chano Domínguez e pelo trompetista Jerry González, no Grande Teatro de Cáceres e acompanhando vários teatros na Estremadura. Este álbum está cheio de arte, sensações, emoções, sabores, suspiros, mas acima de tudo, um requiebro da alma e a liberdade de sonhar e amar. Renova o copla com nuances de salsa e jazz, abrindo caminho e o caminho para continuar a avançar no mundo da fusão, sendo assim um ponto de viragem na sua carreira.
Desde 2006 que escreve, apresenta e dirige Soy lo prohibido na Canal Estremadura Rádio, dedicada ao copla, e realiza a secção "La copla por montera" no programa El Coso da mesma cadeia.
Em maio de 2008 foi homenageada por mais de 40 artistas na exposição "Divina Pilar", no Grande Teatro de Cáceres. A exposição incluiu um tratamento fotográfico e pictórico da figura de Pilar Boyero como rainha do copla. Além disso, foram mostradas pinturas, vídeos, esculturas e até graffiti; no total mais de cinquenta peças. No início, a exposição só ia ocupar um andar do teatro, mas dado o sucesso da chamada, as obras dividiam-se em dois pisos.
Em 2009 foi pregadora do Carnaval Medieval de Cáceres, no Palácio dos Golfines de Arriba.
Nesse mesmo ano participou na curta-metragem "¡Cuánta mentira!", dirigida por Marce Solís.
Em 2010 publicou o álbum "Cáceres-Manhattan", com letra da coleção homónimo de poemas de Santiago Tobar e com os arranjos do compositor Carlos Ojeda. O conceito do álbum é sobre as relações humanas, como são estabelecidas e flutuadas, como alguns perduram e outros desaparecem. Aposte na fusão da poesia, copla e outras músicas. As canções surpreendidas pela mistura de sons e sua originalidade. Em alguns casos, pela qualidade das composições e noutros pelo risco musical que este projeto assumiu, longe da comercialização.
Desde 2011 leciona 'História do copla' na Universidade de Seniores da Universidade da Estremadura.
Em abril de 2011 publicou o EP "Coplas de puñalá", gravado na Casa Limón e Jenny Music, graças a artistas como Antonio Serrano, Jerry González, Jorge Pardo ou Niño Josele. Além disso, tem colaborações como a de Juan Antonio Valderrama. Este trabalho revê o acoplador clássico com uma visão muito atual e reflete uma parte importante da vida do artista. O nome deveu-se a uma frase de Carlos Cano numa entrevista a Arturo Pérez Reverte, na qual defendeu o copla do café cantando, o bisavô e o punhal.
Meses mais tarde gravou a música "Embrujá por tu querer", com a colaboração de Jerry González, preenchendo este tema coplero com corantes flamenco com magia nova-iorquina, emergindo uma fusão completa.
Em 2012 apresentou o espaço "Cuadernos de copla" no programa "Nuestra tarde" no Canal Extremadura.
Em novembro de 2012 lançou o álbum Por siempre Carlos Cano, um álbum que presta homenagem à figura do cantor e compositor de Granada Carlos Cano.
Além disso, ele faz uma digressão com o espetáculo homónimo. Uma das particularidades é que tem a banda original do artista, liderada pelo maestro Benjamín Torrijo, que o acompanhou durante 15 anos, e é o diretor musical e arranjos dos últimos anos. O repertório reúne os seus sucessos mais emblemáticos, como "Habaneras de Cádiz", "Alacena de las monjas", "El tango de las madres locas", "Dormido entre rosas" e os títulos que recuperou como "Ojos verdes", "La bien pagá", "Tani", "Antonio Vargas Heredia", "Rocío", atingindo o seu auge com "María la portuguesa", uma canção que cantam como um dueto.
Em março de 2015 foi-lhe atribuído o Prémio A tu Vera, da Castilla-La Mancha Media.
Em abril desse mesmo ano recebeu o Prémio Grada: Lazer no Centro de Conferências de Badajoz. E em novembro foi-lhe atribuído o Prémio Menina 2015, em reconhecimento do seu compromisso com a erradicação da violência de género.
Em 2016 atuou com a Orquestra da Estremadura, conduzida por Álvaro Albiach, no Teatro romano de Mérida, durante a gala do Dia da Estremadura. Foi transmitida através do canal internacional do Canal Extremadura, que abriu o mercado latino-americano. Nesse mesmo ano, completou um álbum de tributo ao maestro Juan Solano, com o título "Solano sinfónico", gravado com a Orquestra da Estremadura e com colaborações de Carmen París, Clara Montes e Enrique Heredia Negri.
Em 2017 foi-lhe atribuído o Prémio Cáceres com o nome de uma mulher, em reconhecimento pela sua defesa da mulher.
Em 2019 recebeu o Prémio Las Vaguadas pelo seu compromisso com a educação e os direitos das crianças.
Em março de 2020 apresentou o álbum Cuba por coplas, gravado ao vivo em Havana, no dia 20 de outubro, Dia da Cultura cubana, com a Orquestra Sinfônica Nacional de Cuba, dirigido pelo Maestro Enrique Pérez Mesa. Nele, a soprano Milagros de los Ángeles fez uma colaboração. Todas as canções do álbum são do Maestro Solano, mantendo viva a memória do compositor de Cáceres. Este álbum foi nomeado para o Melhor Álbum Internacional de Cubadisco 2020-2021.
Em julho de 2021 publica o seu mais recente álbum intitulado Notas de viajes, em homenagem a Carlos Cano, no qual Pablo Cano, seu filho, e Israel Rojas, vocalista do grupo Buena Fe, colaboram.
No dia 15 de novembro de 2021, prestou homenagem a Rocío Jurado, La Más Grande, com o espetáculo "Algo se nos fue contigo", no Teatro EDP Gran Vía, em Madrid. É inspirado no chipioneer, não só no repertório, mas também na encenação e trajes. A orquestra era composta por quinze músicos, dirigidos por Juan Carlos Carrasco, que costuma trabalhar com artistas como Ricky Martin. O baterista, Juan Carlos Rico, que também tocou com a própria Jurado. E também, uma pintura de flamenco, entre as quais está o bailarino Andrés Malpica. Entre as personalidades presentes no evento estiveram Enrique Heredia Negri, Olga María Ramos, Javier de Montini, Hilario López Millán, Manuel Francisco Reina, Carlos Vargas, Roser, Mara Barros ou Jesús Manuel Ruiz.
Dias depois, partilhou o palco com Omara Portuondo e Enrique Heredia Negri no espetáculo Canciones de ida y vuelta, que teve lugar em Talayuela.
Em abril de 2022 participou no festival San Remo Music Awards Cuba, onde foi membro do júri do concurso. Além disso, realizou concertos e conferências em Cuba, partilhando o palco com artistas como Waldo Mendoza ou Israel Rojas do grupo Buena Fe. Pouco depois, foi nomeada para os Cubadisco Awards na categoria de Melhor Álbum Internacional. Fez parte do programa do festival WOMAD de Cáceres 2022, no qual atuou no Palácio de Carvajal, em Cáceres, dedicado à história do copla a partir da perspetiva das mulheres.
Em maio, por fim, foi galardoado com o Prémio Cubadisco 2022 como Melhor Álbum Internacional. A cerimónia de entrega de prémios decorreu no Teatro América, em Havana, onde a artista se apresentou.
Em julho, realizou vários concertos com a artista cubana Haila Mompié no XVI Aniversário Encuentro Amigos de Partagás, em Matelica (Itália), onde recebeu o prémio Club Amigos de Partagás.

### Centros residenciais
Desde 2006 que a artista trabalha com doentes de Alzheimer na chave do copla, graças aos bons resultados que este género causa neles. E desde 2016, oferece ciclos de concertos, acompanhados ao piano pelo maestro Pedro Monty, em centros residenciais da Extremadura em dois programas financiados pela Diputación de Cáceres, Diputación de Badajoz, fundações e câmaras municipais:  "Vivir la copla" e "Te recuerdo".

## Discografia
- 1995 - El cante mío
- 1998 - Pilar Boyero canta al maestro Solano
- 2004 - Una vida entera
- 2011 - Coplas de puñalá
- 2016 - Por siempre Carlos Cano
- 2020 - Cuba por coplas
- 2021 - Notas de viajes

## Prêmios e reconhecimentos
- 2005: Prêmio Superolé 2005.
- 2015: Prêmio Grada: Lazer.
- 2015: Prêmio A Tu Vera.
- 2015: Prêmio Menina 2015.
- 2017: Prêmio Cáceres con nombre de mujer.[24]
- 2017: Prêmio Las Vaguadas.
- 2017: Prêmio Ellas 2020.
- 2021: Nomeação Cubadisco 2020-2021: Melhor Álbum Internacional.
- 2021: Embajadora del Capazo.
- 2022: Nomeação VI Premios Extremadura Exporta: Empresa de serviços.
- 2022: Prêmio Cubadisco 2022: Melhor Álbum Internacional.
- 2022: Prêmio Club Amigos de Partagás.